# Шишманці
Шишма́нці (болг. Шишманци) — село в Пловдивській області Болгарії. Входить до складу общини Раковський.

## Населення
За даними перепису населення 2011 року у селі проживали 984 особи.
Національний склад населення села:
| Національність   | Кількість осіб | Відсоток |
| ---------------- | -------------- | -------- |
| болгари          | 671            | 90,8%    |
| цигани           | 67             | 9,1%     |
| турки            | 0              | 0%       |
| Всього відповіли | 739            |          |

Розподіл населення за віком у 2011 році:
Динаміка населення: